# منتخب الأوروغواي تحت 20 سنة لاتحاد الرغبي
منتخب الأوروغواي الوطني لاتحاد الرغبي تحت 20 سنة (بالإسبانية: Selección juvenil de rugby de Uruguay)‏ هو ممثل الأوروغواي الرسمي في المنافسات الدولية في اتحاد الرغبي .

## وصلات خارجية
- الموقع الرسمي